# 化学遺産
化学遺産（かがくいさん）とは、社団法人・日本化学会の化学遺産委員会が日本の化学分野の歴史資料の中でも特に貴重な資料を遺産として認定したものである。これらの資料を次世代に受け継いでいくと共に、化学分野の技術と教育の向上・発展に寄与する事を目的とし、2010年3月に制定された。第1回に6件が認定された。

## 認定資料
| 号数                    | 遺産名                                                                 | 所蔵者                                                                                     | 関連項目・備考                                                                |  |
| 第1回認定（2010年3月）  | 第1回認定（2010年3月）                                                 | 第1回認定（2010年3月）                                                                     | 第1回認定（2010年3月）                                                        |  |
| ----------------------- | ---------------------------------------------------------------------- | ------------------------------------------------------------------------------------------ | ----------------------------------------------------------------------------- |  |
| 1                       | 杏雨書屋蔵 宇田川榕菴化学関係資料                                      | 杏雨書屋                                                                                   |                                                                               |  |
| 2                       | 上中啓三 アドレナリン実験ノート                                        | 教行寺                                                                                     |                                                                               |  |
| 3                       | 具留多味酸試料                                                         | 味の素 食とくらしの小さな博物館                                                            | 池田菊苗・うま味                                                              |  |
| 4                       | ルブラン法 炭酸ソーダ製造装置塩酸吸収塔                                | 日産化学工業小野田工場                                                                     | ニコラ・ルブラン                                                              |  |
| 5                       | ビスコース法レーヨン工業の発祥を示す資料                               | 山形大学、帝人岩国工場                                                                     | レーヨン糸                                                                    |  |
| 6                       | カザレー式 アンモニア合成装置および関連資料                            | 旭化成ケミカルズ愛宕事業場（日本窒素肥料）                                                 | it:Luigi Casale、野口遵                                                       |  |
| 第2回認定（2011年3月）  |                                                                        |                                                                                            |                                                                               |  |
| 7                       | 化学講義録 朋百舎密書                                                  | 松江赤十字病院                                                                             | 舎密、ポンペ、松本良順                                                        |  |
| 8                       | 日本学士院蔵 川本幸民化学関係資料                                      | 日本学士院                                                                                 | 化学新書                                                                      |  |
| 9                       | セルロイド工業の発祥を示す建物および資料                               | ダイセル異人館                                                                             | 大日本セルロイド、写真フィルム                                                |  |
| 10                      | 板ガラス工業の発祥を示す資料                                           | 旭硝子関西工場・研修センター                                                               | 手吹円筒法                                                                    |  |
| 第3回認定（2012年3月）  |                                                                        |                                                                                            |                                                                               |  |
| 11                      | 眞島利行 ウルシオール研究関連資料                                      | 大阪大学総合学術博物館                                                                     | オゾン酸化                                                                    |  |
| 12                      | 田丸節郎資料、写真および書簡類                                         | 個人蔵                                                                                     |                                                                               |  |
| 13                      | 鈴木梅太郎 ビタミンB1発見関係資料                                      | 国立科学博物館                                                                             | 米糠                                                                          |  |
| 14                      | 日本の合成染料工業発祥に関するベンゼン精製装置                         | 本州化学工業                                                                               | 由良浅次郎                                                                    |  |
| 15                      | 日本初期の塩化ビニル樹脂成形加工品                                     | アロン化成、古河電気工業                                                                   | 東亞合成                                                                      |  |
| 16                      | 日本のビニロン工業の発祥を示す資料                                     | 京都大学、クラレ                                                                           | 桜田一郎、大日本紡績                                                          |  |
| 17                      | 日本のセメント産業の発祥を示す資料                                     | アサノコンクリート、太平洋マテリアル                                                       | 太平洋セメント                                                                |  |
| 第4回認定（2013年3月）  |                                                                        |                                                                                            |                                                                               |  |
| 18                      | 小川正孝のニッポニウム研究資料                                         | 東北大学資料館、日本化学会                                                                 |                                                                               |  |
| 19                      | 女性化学者のさきがけ 黒田チカの天然色素研究関連資料                    | お茶の水女子大学                                                                           | シコニン、カーサミン                                                          |  |
| 20                      | フィッシャー・トロプシュ法による人造石油製造に関わる資料               | 京都大学、滝川市郷土館                                                                     | 北海道人造石油                                                                |  |
| 21                      | 国産技術によるアンモニア合成（東工試法）の開発とその企業化に関する資料 | 産業技術総合研究所、昭和電工川崎事業所                                                     | ハーバー・ボッシュ法                                                          |  |
| 22                      | 日本における塩素酸カリウム電解工業の発祥を示す資料                     | 昭和電工東長原事業所                                                                       | 日本化学工業、棚橋寅五郎                                                      |  |
| 第5回認定（2014年3月）  |                                                                        |                                                                                            |                                                                               |  |
| 23                      | 日本の近代化学の礎を築いた櫻井錠二に関する資料                         | 国立科学博物館、石川県立歴史博物館、日本学術振興会、日本学士院、東京大学大学院理学系研究科 |                                                                               |  |
| 24                      | エフェドリンの発見および女子教育に貢献のあった長井長義関連資料         | 徳島大学、大日本住友製薬、日本女子大学成瀬記念館                                           | 葛根湯                                                                        |  |
| 25                      | 旧第五高等学校化学実験場および旧第四高等学校物理化学教室               | 熊本大学、博物館明治村                                                                     | 山口半六、久留正道、ドラフトチャンバー                                        |  |
| 26                      | 化学技術者の先駆け 宇都宮三郎資料                                      | 早稲田大学図書館特別資料室、造幣博物館、幸福寺（豊田市）                                   | 舎密開宗、宇都宮三郎による化学方程式 - 早稲田大学図書館古典籍総合データベース |  |
| 27                      | 日本のプラスチック産業の発展を支えたIsoma射出成形機及び金型            | 旭化成ケミカルズ樹脂総合研究所、積水化学工業京都研究所                                     |                                                                               |  |
| 28                      | 日本初のアルミニウム生産の工業化に関わる資料                           | 昭和電工大町事業所・横浜事業所                                                             | 森矗昶                                                                        |  |
| 第6回認定（2015年3月）  |                                                                        |                                                                                            |                                                                               |  |
| 29                      | 早稲田大学蔵 宇田川榕菴化学関係資料                                    | 早稲田大学図書館                                                                           | 勝俣銓吉郎、諳厄利斯瀉利塩考 - 早稲田大学図書館古典籍総合データベース         |  |
| 30                      | 工業用高圧油脂分解器（オートクレーブ）                                 | ライオン                                                                                   | 小林富次郎、油脂工業                                                          |  |
| 31                      | 日本の工業用アルコール産業の発祥を示す資料                             | 日本アルコール産業                                                                         |                                                                               |  |
| 32                      | 日本の塗料工業の発祥を示す資料                                         | 日本ペイント                                                                               |                                                                               |  |
| 33                      | 日本のナイロン工業の発祥を示す資料                                     | 東レ                                                                                       |                                                                               |  |
| 第7回認定（2016年3月）  |                                                                        |                                                                                            |                                                                               |  |
| 34                      | 日本の写真化学の始祖「上野彦馬」関連資料                               | 日本大学芸術学部、長崎歴史文化博物館、産業能率大学、長崎大学附属図書館                     | 写真湿板                                                                      |  |
| 35                      | 明治期日本の化学の先駆者・化学会初代会長 久原躬弦関係資料              | 津山洋学資料館、日本化学会                                                                 | ベックマン転移                                                                |  |
| 36                      | 野副鐵男の化学遺産―非ベンゼン系芳香族化合物資料と化学者サイン帳        | 東北大学史料館、東北大学総合学術博物館                                                     | ヒノキチオール                                                                |  |
| 37                      | 日本の高圧法ポリエチレン工業の発祥を示す資料                           | 京都大学化学研究所、住友化学                                                               | チッソ                                                                        |  |
| 38                      | 日本の近代的陶磁器産業の発展に貢献したG. ワグネル関係資料              | 東京工業大学博物館、滋賀県工業技術総合センター                                             | ゴットフリード・ワグネル                                                      |  |
| 第8回認定（2017年3月）  |                                                                        |                                                                                            |                                                                               |  |
| 39                      | 日本の油脂化学生みの親─辻本満丸関連資料                                | 産業技術総合研究所                                                                         | スクアレン、魚油                                                              |  |
| 40                      | 日本の酸素工業の発祥と発展を示す資料                                   | 日本酸素記念館                                                                             | 大陽日酸、日本エア・リキード、液体酸素                                        |  |
| 41                      | 日本における殺虫剤産業の発祥を示す資料                                 | 大日本除虫菊                                                                               | 上山英一郎、勝田純郎                                                          |  |
| 42                      | 近代化粧品工業の発祥を示す資料                                         | 資生堂、ライオン、花王、クラブコスメチックス                                               | 堤磯右衛門                                                                    |  |
| 43                      | 天然ガスかん水を原料とするヨウ素製造設備および製品木製容器             | 合同資源                                                                                   | 三増春次郎                                                                    |  |
| 第9回認定（2018年3月）  |                                                                        |                                                                                            |                                                                               |  |
| 44                      | グリフィス『化学筆記』およびスロイス『舎密学』                         | 福井市立郷土歴史博物館、金沢市立玉川図書館近世史料館                                       | ウィリアム・グリフィス、ピーテル・ヤコブ・アドリアン・スロイス                |  |
| 45                      | モノビニルアセチレン法による合成ゴム                                   | 京都大学、東京農工大学                                                                     | 古川淳二                                                                      |  |
| 46                      | 化学起業家の先駆け 高峰譲吉関係資料                                    | 金沢ふるさと偉人館、第一三共                                                               | アドレナリン                                                                  |  |
| 第10回認定（2019年3月） |                                                                        |                                                                                            |                                                                               |  |
| 47                      | 学習院大学南一号館ドラフトチャンバー                                   | 学習院大学                                                                                 | 登録有形文化財にも指定されている                                              |  |
| 48                      | 我が国初のNMR分光器用電磁石                                            | 電気通信大学                                                                               | 寺沢寛一                                                                      |  |
| 49                      | 島津製作所 創業記念資料館および所蔵理化学関係機器・資料等              | 島津創業記念資料館                                                                         | 島津源蔵 (初代)、島津源蔵 (2代目)                                             |  |
| 50                      | 銅アンモニウムレーヨン製造装置「ハンク式紡糸機」および関連資料         | 旭化成                                                                                     |                                                                               |  |
| 第11回認定（2020年3月） |                                                                        |                                                                                            |                                                                               |  |
| 51                      | タンパク質（チトクロムc, タカアミラーゼA）の３次構造模型               | 大阪大学総合学術博物館、大阪大学蛋白質研究所                                               | 角戸正夫                                                                      |  |
| 52                      | 日本の近代化学教育の礎を築いた舎密局の設計図（大阪開成所全図）         | 京都大学大学文書館                                                                         | クーンラート・ハラタマ                                                        |  |
| 53                      | 日本初の純国産「金属マグネシウム インゴット」                          | 理化学研究所                                                                               | 宇部マテリアルズ                                                              |  |
| 54                      | 日本初の西洋医学処方による化粧品「美顔水」発売当時の容器３点           | 桃谷順天館                                                                                 | 桃谷政次郎                                                                    |  |
| 第12回認定（2021年3月） |                                                                        |                                                                                            |                                                                               |  |
| 55                      | 日本の石油化学コンビナート発祥時の資料                                 | 三井化学                                                                                   |                                                                               |  |
| 56                      | 苦汁・海水を原料とする臭素製造設備と磁製容器                           | 東ソー、マナック                                                                           |                                                                               |  |
| 57                      | 再製樟脳蒸留塔                                                         | 日本テルペン化学                                                                           | モノテルペン                                                                  |  |
| 第13回認定（2022年2月） |                                                                        |                                                                                            |                                                                               |  |
| 58                      | 日本の放射化学の先駆者 飯盛里安のＩＭ泉効計                            | 理化学研究所                                                                               | 放射化学、模倣宝石                                                            |  |
| 59                      | 日本の科学技術文献抄録誌の先駆け：『日本化学総覧』                     | 日本化学研究会                                                                             | 『日本化学総覧』 - 国立国会図書館デジタルコレクション、Chemical Abstracts     |  |
| 60                      | 日本の合成香料工業創成期の資料                                         | 高砂香料                                                                                   | ジボダン                                                                      |  |
| 第14回認定（2023年3月） |                                                                        |                                                                                            |                                                                               |  |
| 61                      | アジア初のノーベル化学賞：福井謙一関係資料                             | 京都大学 福井謙一記念研究センター、京都大学 大学文書館                                     | フロンティア軌道理論                                                          |  |
| 62                      | 群馬大学理工学部染料コレクション                                       | 群馬大学理工学部                                                                           | 合成染料                                                                      |  |
| 63                      | 京都舎密局 関連資料                                                    | 京都文化博物館、国際日本文化研究センター                                                   | 槇村正直、明石博高                                                            |  |
| 64                      | 日本の無機フッ素化学品製造関係資料                                     | 森田化学工業                                                                               | フッ化水素、森田鎌三                                                          |  |
| 第15回認定（2024年2月） |                                                                        |                                                                                            |                                                                               |  |
| 65                      | 国産ペニシリン開発および製造関係資料                                   | 日本感染症医薬品協会、東レ                                                                 | 稲垣晴彦                                                                      |  |
| 66                      | 日本に現存する最古のアミノ酸分析計                                     | 日立ハイテクサイエンス                                                                     |                                                                               |  |
| 67                      | 太平洋戦争中に日本でポリスチレンを工業化していたことを示す資料         | 塩野香料                                                                                   |                                                                               |  |
| 第16回認定（2025年2月） |                                                                        |                                                                                            |                                                                               |  |
| 68                      | 光学ガラス製造に貢献した高松亭の実験ノート                             | 産業技術総合研究所 関西センター                                                            | 高松亭                                                                        |  |
| 69                      | トール油蒸留パイロットプラント                                         | ハリマ化成グループ株式会社                                                                 | 長谷川末吉、クラフトパルプ、トールロジン                                      |  |
| 70                      | 大谷杉郎のピッチ系炭素繊維基礎研究資料                                 | 群馬大学理工学部                                                                           | 大谷杉郎                                                                      |  |
| 71                      | 世界に先駆けた家庭用殺虫剤の展開                                       | フマキラー株式会社                                                                         | 大下大蔵、ピレスロイド、ベープ                                                |  |
| 72                      | 緒方洪庵使用壮年期及び晩年期薬箱と関連文書                             | 大阪大学適塾記念センター                                                                   | 漢方医学、蘭方医学                                                            |  |

## 歴代 化学遺産委員会委員長
| 代 | 氏名     | 就任年月  | 退任年月  | 認定号    | 備考                                                                 |
| -- | -------- | --------- | --------- | --------- | -------------------------------------------------------------------- |
| 1  | 植村榮   | 2010年    | 2021年4月 | 第01-57号 | 京都大学名誉教授、日本化学会副会長                                   |
| 2  | 宮村一夫 | 2021年4月 | 2024年5月 | 第58ｰ67号 | 東京理科大学名誉教授、東京理科大学理学部第一部学部長、日本化学会理事 |

## 参照史料
- 日本化学会より第4回化学遺産に認定
- ダイセル（化学遺産）
- 化学研究所所蔵「ビニロン」の資料が化学遺産に認定されました。（2012年3月26日）
- 化学遺産に認定された宇都宮三郎に関する資料 - 早稲田大学（ＰＤＦ）
- クラレが工業化したビニロンが「化学遺産」に認定される
- 桜井錠二の資料、化学遺産に　石川県立歴博所蔵
- 日本の樹脂射出成形技術の原形となる成形機と金型、化学遺産に登録
- 「アンモニア合成」を化学遺産に　日本化学会